# 카페 라떼
카페 라테(이탈리아어: caffè latte, 문화어: 카페 라떼)는 에스프레소에 뜨거운 우유를 곁들인 커피 음료이다. '커피와 우유'를 뜻하는 이탈리아어 caffè e latte에서 유래했다. 차이, 말차, 모카 등으로 다양하게 변형된다. 아이스 라테의 경우 얼음과 함께 갈아서 제공되기도 한다. 카푸치노와 유사하나, 카푸치노는 에스프레소, 스팀 우유, 우유 거품의 비율이 1:1:1인 반면 카페 라테는 에스프레소와 스팀 우유의 비율이 1:2이고 거품이 적다. 이탈리아에서는 주로 아침에 마신다. 그리고 사람들은 보통 카페라떼로 아는데 이것은 올바르지 않다.

## 역사
카페 라떼는 기술적으로 17세기 유럽에서 유래한 것으로 여겨지나, 현대적인 명칭은 1860년대에 붙었다. 음료에 대한 최초의 기록은 윌리엄 딘 하우얼스의 1867년 에세이 "Italian Journeys"로 추정된다. 현대적인 형태의 라떼는 20세기에 나타났다. 카페 메디테라니움의 주인 리노 메이오린은 음료의 발명가로 여겨진다.

## 변형
- 정석적인 라떼는 컵에 에스프레소를 부은 후 스팀 우유를 첨가한 것이지만, 레이어드 라떼는 반대로 컵에 스팀 우유를 부은 후 에스프레소를 첨가해 여러 밀도 층으로 나뉘게 한 것이다. 이는 이중확산 대류에 의해 나타난다.[8]
- "부트레그 라떼"는 에스프레소를 보통보다 큰 컵에 주문한 후 나머지를 무료로 제공되는 우유로 채운 것이다. 이는 도덕성 논쟁을 야기했다.[9]
- 85도씨는 크림에 소금을 첨가한 바다 소금 라떼를 대중화시켰다.[10]

## 정치
북미에서 상대를 "라떼를 마시는 사람"으로 부르는 것은 흔한 정치적 공격이다. 미국에서 보수적인 정치 평론가들은 반대자를 "라떼를 마시는 자유주의 엘리트"라고 부른다. 한 연구에 따르면, 자유주의자의 경우 16%, 보수주의자의 경우 9%가 라떼를 선호한다. 캐나다에서는 시대에 뒤떨어진 지식인들을 라떼를 마시는 것으로 묘사해 팀홀튼 커피를 마시는 평범한 캐나다인들과 대비시킨다.